# 2-ميثيل-2-بوتين
2-ميثيل-2-بوتين هو مركب عضوي هيدروكربوني ينتمي إلى الألكينات صيغته C5H10، ويوجد على شكل سائل عديم اللون.
للمركب عدة أسماء، فهو يسمى أيضاً 2-ميثيل بوت-2-ين وكذلك أمايلين، ويرمز له اختصاراً 2m2b. يعد المركب مصاوغاً من مصاوغات البنتين.
يستخدم «نابشاً» للجذور الحرة في وسط من الكلوروفورم أو ثنائي كلورو الميثان.
كان الطبيب جون سنو قد أجرى اختبارات عليه من أجل استخدامه ضمن مواد التخدير سنة 1840، إلا أنه لم يكمل العمل عليه.

## التحضير
يمكن أن يحضر المركب من تفاعل بلمهة (نزع ماء) من مركب 2-ميثيل-2-بوتانول أو من الكحول النيوبنتيلي.

## الاستخدامات
يستخدم 2-ميثيل-2-بوتين مادة أولية بادئة في تحضير عدد من المركبات العضوية مثل نترات بيروكسي الأسيتيل.